# Ophthalmitis xanthypochlora
Ophthalmitis xanthypochlora är en fjärilsart som beskrevs av Eugen Wehrli 1924. Ophthalmitis xanthypochlora ingår i släktet Ophthalmitis och familjen mätare. Inga underarter finns listade i Catalogue of Life.